# Персонал дипломатического представительства
Персонал дипломатического представительства подразделяется на три группы:
- дипломатический персонал (послы и посланники, советники, торговые представители, первые, вторые, третьи секретари, атташе)
- административно-технический персонал (бухгалтеры, архивисты, заведующие хозяйством, и т. д.)
- обслуживающий персонал (садовники, повара и т. д.)

К дипломатическому персоналу относят главу представительства и других работников, обладающих дипломатическим качеством. Все категории атташе включаются в состав членов дипломатического корпуса и пользуются дипломатическими привилегиями и иммунитетами. Штат сотрудников при атташе называется атташат.
Административно-технический персонал — это лица, осуществляющие административно-техническое обслуживание представительства. Их иммунитет не распространяется на действия, совершённые не при исполнении служебных обязанностей, а личный багаж может быть подвергнут досмотру. Венская конвенция освобождает их от таможенных пошлин на предметы первоначального обзаведения.
Обслуживающий персонал включает в себя лиц, выполняющих обязанности по обслуживанию представительства. Их иммунитет распространяется только на действия, совершённые при исполнении обязанностей, а заработок не облагается налогами и сборами.
Члены дипломатического персонала, как правило, являются гражданами представляемого ими государства, члены административно-технического и обслуживающего персонала могут быть гражданами страны пребывания. Однако Венская конвенция о дипломатических сношениях 1961 г. предусматривает возможность назначения членов обслуживающего персонала из числа граждан государства пребывания.